# Малі Коровинці
Малі́ Корови́нці — село в Україні, в Чуднівській міській територіальній громаді Житомирського району Житомирської області. Населення становить 455 осіб (2001).

## Населення
За переписом 1897 року кількість мешканців зросла до 1001 особи (494 чоловічої статі та 507 — жіночої), з яких 950 — православної віри.

## Історія
Станом на 1885 рік у колишньому власницькому селі П'ятківської волості Житомирського повіту Волинської губернії мешкала 671 особа, налічувалось 79 дворових господарств, існували православна церква та 2 постоялих будинки.
У 1923—60 роках — адміністративний центр Малокоровинецької сільської ради Чуднівського району.